# ヘルベルト・ハーゲン

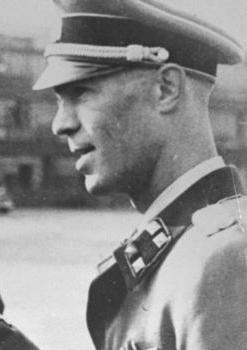
（1943年）

ヘルベルト・ハーゲン（Herbert Hagen、1913年9月20日‐1999年8月7日）は、ナチス・ドイツ親衛隊（SS）の情報部SDの将校。戦時中ユダヤ人の強制収容所移送に関与した人物。最終階級は親衛隊少佐（SS-Sturmbannführer）。

## 生涯
ノイミュンスターに下士官軍人の息子として生まれる。アビトゥーア修了後、キールで丁稚奉公に出たが、1933年11月に親衛隊（SS）に入隊。1934年5月にラインハルト・ハイドリヒに抜擢されてSD本部へ招かれ、フランツ・ジックスの下でユダヤ人や新聞の担当となった。ハーゲンはユダヤ人問題処理の組織化・合理化・中央集権化をはかった。アドルフ・アイヒマンをウィーンに派遣し、ユダヤ人外国本部を設置させたのもジックスとハーゲンである。ハーゲンはナチスのユダヤ人政策の重大な責任者である。1937年にはアイヒマンとともにユダヤ人のパレスチナへの追放を企図して同地を視察しようとしたがイギリスにより入国を阻まれている。
1940年にはジックスの下を離れ、1940年にボルドーでSD司令官となり、さらに1942年にはパリに移って同地の高級SS・警察指導者カール・アルブレヒト・オーベルクの副官となった。ここで彼はフランスのユダヤ人の東方移送に関与している。1944年9月にはユーゴスラビアでアインザッツグルッペンの部隊の指揮も執る。
ドイツ降伏後の1945年5月13日、クラーゲンフルトでイギリス軍に拘束される。翌1946年にフランスに引き渡され、1948年に懲役1年半の判決を受けたが未決期間が考慮され釈放。西ドイツに帰国してケルンで就職した。
戦後の1955年、ユダヤ人移送の件につきフランスの法廷に起訴され、欠席裁判で終身強制労働刑の判決を受けた。1964年にはヴァールシュタインの企業の取締役となっている。しかしセルジュ・クラルスフェルト夫妻の追及により1979年にケルン地方裁判所から告訴され、判決の結果1980年2月に12年の禁固刑の判決を受けた。4年刑期を務めたのち釈放され、1999年にリューテンで死去した。